# Louis et Temple Abernathy

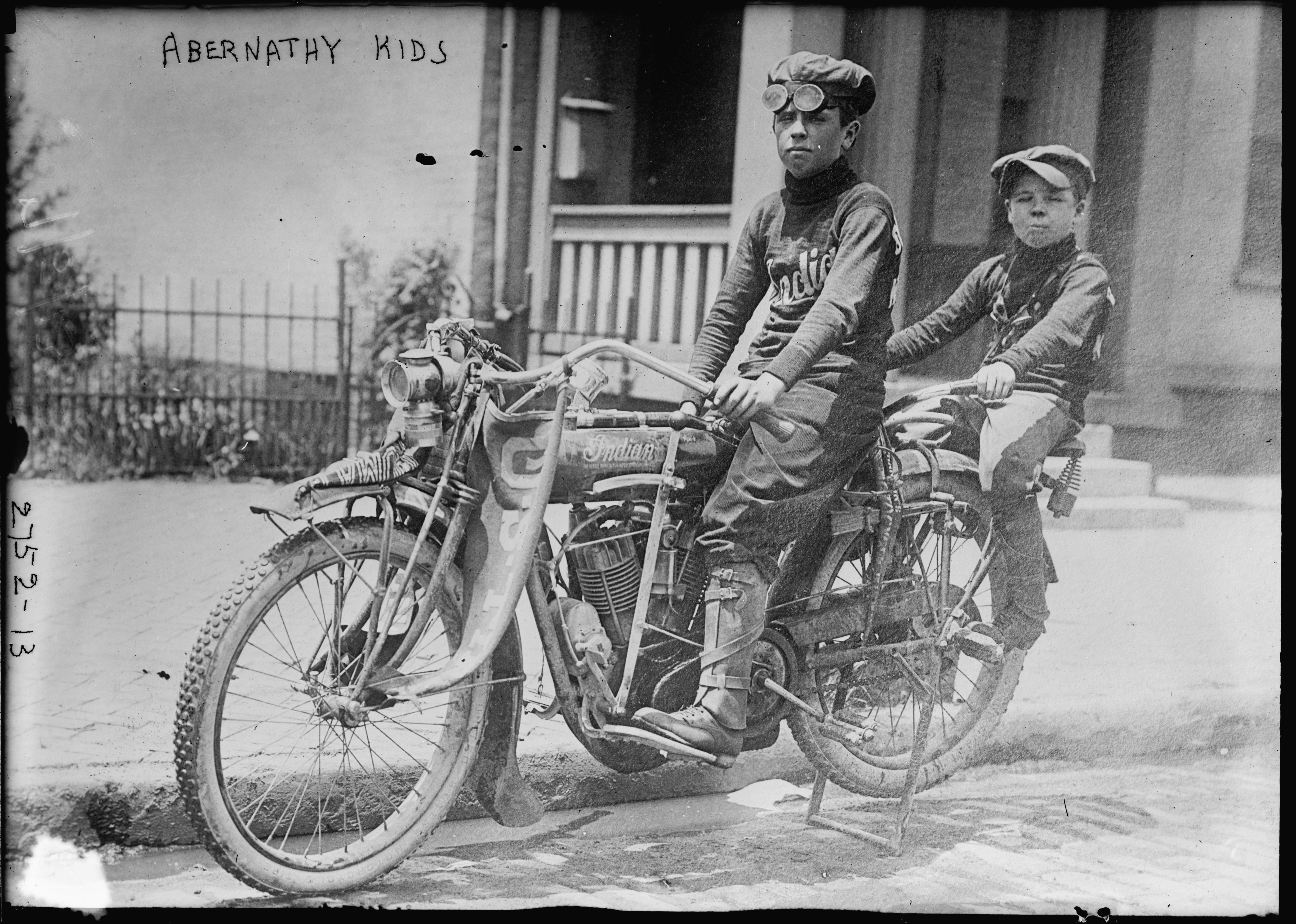
Louis et Temple Abernathy sur leur moto Indian.

Louis Van "Bud" Abernathy (17 décembre 1899 – 6 mars 1979) et Temple Reeves "Temp" Abernathy (25 mars 1904 – 10 décembre 1986) sont deux enfants de l'Oklahoma qui, sans la supervision d'un adulte, ont entrepris plusieurs voyages à travers leur pays. Ils font l’un de leurs voyages à cheval, de l'Oklahoma à Manhattan en 1910, quand ils ont 10 ans et 6 ans.

## Jeunes années et voyages

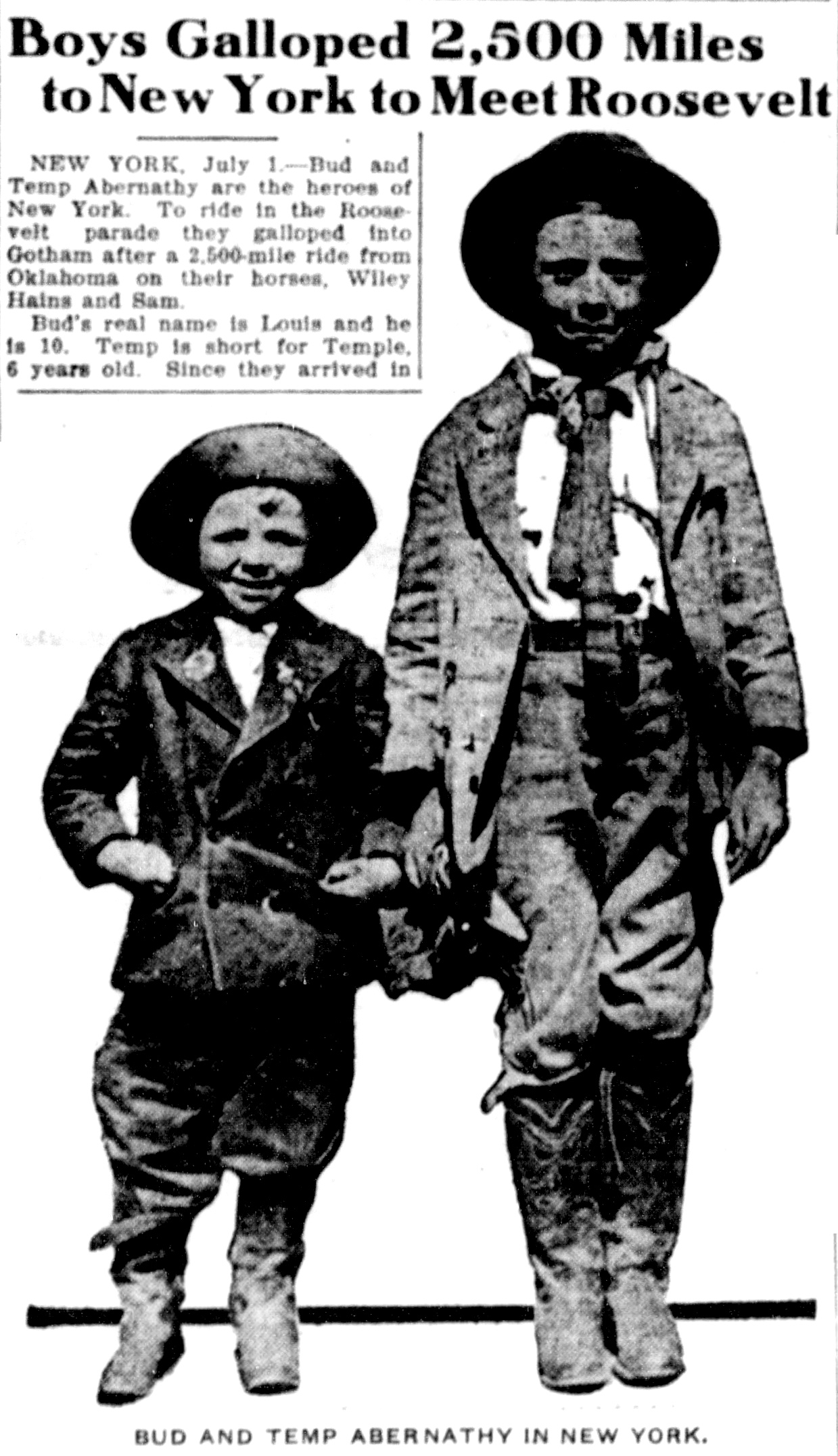
Article d'un journal de l'époque publié après leur voyage de 1910.

Louis (aussi écrit Louie) Abernathy est né au Texas en 1899 et Temple Abernathy est né en 1904 à Tipton dans l'Oklahoma. Leur père Jack Abernathy est cowboy puis devient US Marshal.
En 1909, les deux garçons font l'aller-retour à cheval de Frederick dans l'Oklahoma à Santa Fe au Nouveau-Mexique. Louis a neuf ans et Temple cinq ans.
De retour de Santa Fe, les deux garçons commencent à préparer un voyage à cheval en autonomie à travers les États-Unis, jusqu'à New York, pour accueillir Theodore Roosevelt à son retour de voyage en Afrique et en Europe. Ils effectuent ce voyage en 1910. Ils sont accueillis comme des célébrités, et défilent à cheval sous une pluie de confettis juste derrière la voiture de Roosevelt. À New York, les garçons achètent une petite automobile de marque Brush, qu'ils conduisent eux-mêmes pour retourner jusqu'en Oklahoma, leurs chevaux étant transportés par train,,.
En 1911, ils relèvent le défi d’aller de New York à San Francisco à cheval en soixante jours ou moins. Ils s’engagent à ne jamais manger ni dormir à l’intérieur pendant le voyage. Un prix de mille dollars leur serait remis s’ils y parviennent.
Après un long voyage, ils arrivent à San Francisco au bout de soixante-deux jours, perdant ainsi le prix mais établissant un record de vitesse.
En 1913, les garçons achètent une moto de marque Indian et avec leur demi-frère Anton voyagent à moto de l'Oklahoma à New York. C'est leur dernière aventure à être documentée.

## Années ultérieures et traces dans l'histoire
Louis est diplômé de l'école de droit de l'Oklahoma et devient avocat à Wichita Falls. Louis meurt à Austin en 1979.
Temple travaille dans le secteur du pétrole et du gaz. Temple meurt à Teague en 1986.
Bien qu'ils soient très célèbres du temps de leurs voyages, ils ont presque disparu de l'histoire. La ville de Frederick célèbre chaque année leur voyage à Santa Fe et a érigé une statue des garçons. Une partie du site internet de la Chambre de commerce de la ville retrace leur histoire.

## Dans les médias
Les médias ont beaucoup parlé des garçons lors de leurs voyages. Ils ont fait l'objet d'un film en 1910, Abernathy Kids to the Rescue. La veuve de Temple Abernathy, Alta Abernathy, a écrit Bud and Me, un livre sur leurs aventures.